# Живка Балтаджиева
Живка Димитрова Балтаджиева е българска поетеса, преподавателка и преводачка.

## Биография и творчество
Живка Балтаджиева е родена на 23 септември 1947 г. в София. Отраства в Сливен, където започва да пише стихове. През 1971 г. завършва българска филология в СУ „Климент Охридски“. След дипломирането си работи в Българско радио, а по-късно в отдел „Поезия“ на списание „Пламък“. От 1994 г. преподава литература в Университета Комплутенсе в Мадрид. Доктор на филологическите науки. Редактор е и в мадридското издателство „Амаргорд“,  където ръководи колекцията Източно Крило – Ala Este. Доктор на филологическите науки.
Издава първата си стихосбирка „Слънчево сплитане“ през 1971 г., а следващата „Дневно осветление“ през 1982 г. В следващите 25 години не публикува. Третата ѝ стихосбирка „Безродни митологии“ е издадена през 2007 г., а четвъртата „Никога. Други стихове“ през 2010 г. В Испания публикува двуезичните „Sol – Слънце“ (2012, Carmina en mínima re, Barcelona) и „Fuga a lo Real – Бягство в реалността“ (2012, Amargord Ediciones, Madrid, 2º издание 2013, 3º – 2019), „GenES“ (2016, Amargord Ediciones, Madird, Fiebre, Ejemplar Único, 2019.
Превеждана е на различни езици и стиховете ѝ са включени в много антологии. Носител е на няколко национални и международни награди, както за поезия, така и за превод и есе. През 2014 г. международният фонд „Поезия“ я удостоява с наградата „Поети на други светове“ за нейното цялостно поетично творчество. 
В България пише сценарии за документални филми на режисьорите Оскар Кристанов и Юри Жиров. Има различни литературоведчески изследвания и есета за български, руски и испански автори и проблематика от областта на сравнителното литературознание. 
Паралелно с преподавателската си работа в Испания прави преводи от испански, руски, унгарски и английски на български език. В Испания е публикувала преводи на „Тайнственият рицар на свещената книга“ на Антон Дончев (2003); „29 Поеми“ от Николай Кънчев (2005); „Пространства“ – антология на поезията на Блага Димитрова (2006), Христо Ботев, Поезия, 2014 както и на други български поети – Елисавета Багряна, Иван Цанев, Георги Борисов, Георги Господинов, Рада Панчовска, Константин Павлов, Атанас Далчев, Цвета Софрониева, Кристин Димитрова.

## Произведения

### Стихосбирки
- „Слънчево сплитане“, 1971, Народна младеж, София
- „Дневно осветление“, 1982, Народна младеж, София
- „Безродни митологии“, 2007, ПРОКСИМА-РП, София
- „Никога. Други стихове“, 2009, Жанет 45, Пловдив
- „Sol – Слънце“, 2012, Carmina en mínima re, Barcelona
- „Fuga a lo Real – Бягство в реалността“, 2012, Amargord Ediciones, Madrid, 2º издание 2013, 3º издание 2019
- „GenES“ („ГенИ“), 2016, Amargord Ediciones, Madird
- „Fiebre“ („Треска“), 2019, Ejemplar Único, Alicante
- "Al final del bpsque verde - В края на зелената гора", 2019, Polibea, Madrid

### Преводи

#### на български език
- Федерико Гарсия Лорка, „Касиди и газели“, „Нека минат пет години“
- Чантал Майярд, „Разомагьосването на Кихот“

#### от български език
- Антон Дончев, „Тайнственият рицар на свещената книга“, Metáfora, Madrid
- Николай Кънчев, „29 Поеми“, Cuadernos del Matemático, Madrid
- Блага Димитрова, „Пространства“, La Poesía, Señor Hidalgo, Barcelona
- Христо Ботев, Поезия, Amargord Ediciones, Madrid